# ROKS Cheon Ja Bong
Le ROKS Cheon Ja Bong (LST-687) est un navire de débarquement de chars de la marine de la république de Corée, le deuxième navire de la classe Cheon Wang Bong.

## Carrière
En décembre 2013, la Defence Acquisition Program Administration (DAPA) de la Corée du Sud a passé un contrat avec Hyundai Heavy Industries (HHI) pour la construction du deuxième LST de classe Cheon Wang Bong, le ROKS Cheon Ja Bong (LST-687). Cheon Ja Bong est le nom du sommet du mont Woong à Jinhae, dans la province du Gyeongsang du Sud, où des Marines et marins effectuent des exercices en montagne.
Le navire a été construit au chantier naval Hyundai Heavy Industries à Ulsan. La quille a été posée en décembre 2013, la coque a été lancér le 15 décembre 2015 et mis en service le 1er août 2017,.
Le 10 février 2018, le ROKS Cheon Ja Bong est arrivé au port de Sattahip, en Thaïlande. Pendant son séjour au port, Cheon Ja Bong a embarqué du personnel, des véhicules et de l’équipement de la marine de la République de Corée avant de naviguer aux côtés de la Marine royale thaïlandaise et de navires américains dans le cadre de l’exercice Cobra Gold 18, un exercice annuel mené au Royaume de Thaïlande du 13 au 23 février avec la participation de sept pays,.
Le ROKS Cheon Ja Bong a participé à l’International Fleet Review 2018.